# Vouge
Die Vouge ist ein Fluss in Frankreich, der im Département Côte-d’Or in der Region Bourgogne-Franche-Comté verläuft. Sie entspringt im Gemeindegebiet von Vougeot, entwässert generell in südöstlicher Richtung und mündet nach rund 36 Kilometern an der Gemeindegrenze von Esbarres und Saint-Usage als rechter Nebenfluss in die Saône. Knapp vor der Mündung zweigt der Wasserlauf Vieille Vouge ab, verläuft zunächst parallel zur Saône und mündet an zwei Stellen nach rund drei und fünf Kilometern ebenfalls in den Fluss. Die Saône ist hier für die Schifffahrt ausgebaut worden und die beiden Zuflüsse dienen zur Wasserversorgung der begradigten Flussschlingen.

## Orte am Fluss
(Reihenfolge in Fließrichtung)
- Vougeot
- Flagey-Echézeaux
- Gilly-lès-Cîteaux
- Saint-Bernard
- Villebichot
- Bessey-lès-Cîteaux
- Aubigny-en-Plaine
- Esbarres

## Sehenswürdigkeiten
- Kloster Cîteaux am Flussufer